# Eberhard Herwarth von Bittenfeld der Ältere

Eberhard Herwarth von Bittenfeldt

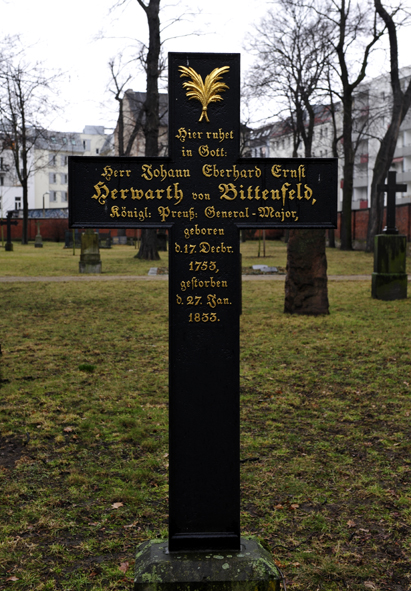
Grabstelle Johann Eberhard Ernst Herwarth von Bittenfeld auf dem Alten Garnisonfriedhof in Berlin-Mitte

Johann Eberhard Ernst Herwarth von Bittenfeld (* 17. Dezember 1753 in Wesel; † 27. Januar 1833 in Berlin) war ein preußischer Generalmajor.

## Leben

### Herkunft
Johann Eberhard Ernst entstammte dem alten schwäbischen Adelsgeschlecht Herwarth von Bittenfeld (auch als Herwart oder Hörwarth von Bittenfeld), das zu den ältesten regimentsfähigen Stadtadelsgeschlechtern der freien Reichsstadt Augsburg gehörte. Er war der Sohn von Johann Friedrich Herwarth von Bittenfeld (1696–1757) und dessen Ehefrau Johanna Elisabeth, geborene Harpprecht von Harpprechtstein (1753–1781).

### Militärkarriere
Er wählte ebenfalls eine militärische Laufbahn und erhielt im Kadettenkorps seine militärische Ausbildung. Ab 1773 Fähnrich wurde er Offizier im Regiment „von Schwerin“, dem späteren Regiment „Herzog von Braunschweig zu Fuß“ in Halberstadt. Herwarth von Bittenfeld nahm 1793/94 an den Feldzügen gegen das revolutionäre Frankreich teil, war bei den Schlachten von Pirmasens und Kaiserslautern, wurde daraufhin Major und 1805 Kommandeur des Infanterieregiments „von Renouard“ in Halle. In der Schlacht bei Auerstedt 1806 geriet er schwer verwundet in französische Gefangenschaft.
Als Privatmann lebte er bis 1809 in Halle, später in Brandenburg, wo er zum Leiter eines der damals errichteten Ehrentribunale ernannt wurde. Im April 1809 wurde er durch eine königliche Cabinettsordre in den aktiven Dienst zurückgerufen und zum Kommandeur des 1. Schlesischen Infanterie-Regiments in Neisse ernannt. Bald darauf avancierte er zum Oberstleutnant, im Frühjahr 1811 wurde er Oberst und Brigadier der Garnisonstruppen in Pommern und Brandenburg. Nach dem erneuten Ausbruch des Krieges gegen Frankreich ernannte man ihn zum Inspekteur der Garnison- und Reservebataillone zwischen Oder und Weichsel. Am 12. Juni 1814 erfolgte die Beförderung zum Generalmajor, bei der Versetzung in den Ruhestand am 12. Oktober 1815 wurde ihm das Eiserne Kreuz am weißen Bande verliehen.
Herwarth von Bittenfeld war Mitglied der Militärischen Gesellschaft.

### Familie
Herwarth von Bittenfeld heiratete Johanna Friederike Auguste von Arnstedt (1765–1851), eine Tochter des Geheimen Rats Carl Adrian von Arnstedt (1716–1800) auf Groß-Werther und der Christiane Luise Antoinette von Lüdecke (1734–1779). Aus dieser Ehe gingen vier Söhne hervor, die ebenfalls im Militär Karriere machten:
- Karl Eberhard  (1796–1884), preußischer Generalfeldmarschall

⚭ 23. Mai 1823 Karoline Schulze (1795–1828)
⚭ 22. Juni 1831 Sophie von Scholten (1802–1868)
- Karl Ernst (1798–1867) ⚭ 25. Oktober 1838 Emmy Gräfin von Königsmark (1804–1871), eine Schwester von Minister Otto von Königsmarck[2]
- Hans Paulus (1800–1881) ⚭ 22. Juni 1823 Mathilde Jeanette Freiin von Sobeck und Kornitz (1803–1870), Tochter von Peter von Sobeck und Kornitz, Herr auf Krukow.
- Friedrich Adrian (1802–1884), Gouverneur von Königsberg ⚭ 16. Dezember 1841 Freda von Krosigk (1815–1886)

Ein Ururenkel, Hans Herwarth von Bittenfeld, war einer der Verschwörer des gescheiterten Staatsstreichs vom 20. Juli 1944.